# Catalonia (automóviles)
Catalonia fue una empresa española fabricante de automóviles.

## Historia
Catalonia S.E.A.T. fue fundada en Barcelona (Cataluña) en 1907 con la intención de motorizar España. Su acrónimo S.E.A.T. significaba Sociedad Española de Automóviles y Transporte (no confundir con la empresa SEAT actual fundada en 1950, cuyo acrónimo significa Sociedad Española de Automóviles de Turismo). Estos vehículos tenían licencia de la marca francesa Rebour.
En 1907 se celebró en Madrid el primer salón del automóvil de España y la marca Catalonia S.E.A.T. presentó dos modelos, uno con chasis 30 hp y otro carrozado, que eran modelos de la marca Rebour con el capó retocado y el logotipo de Catalonia. Finalmente no se llegarían a comercializar ya que la marca francesa Rebour quebró y no se supo más de Catalonia.